# Kippbrücke (Brücke)

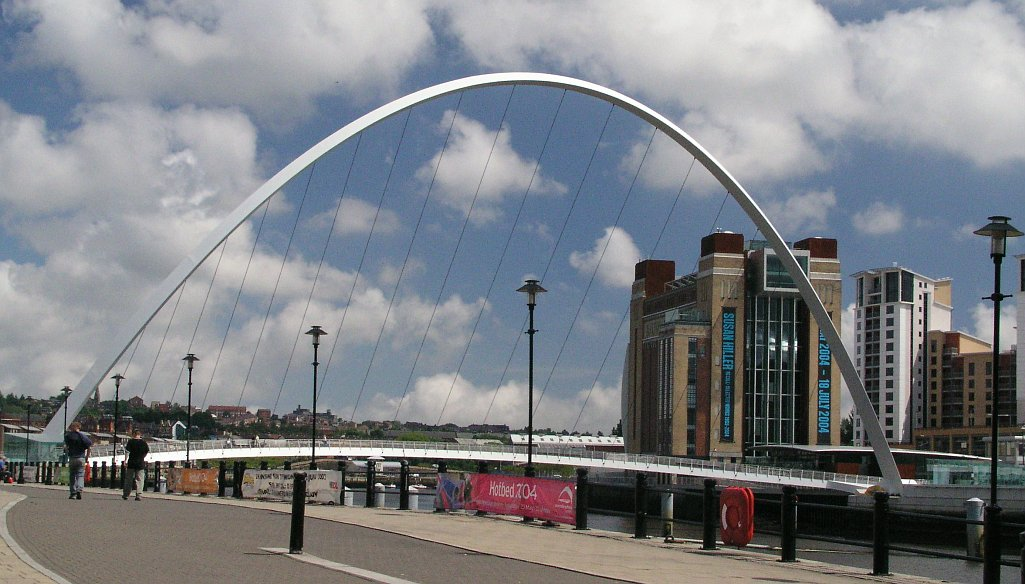
Gateshead Millennium Bridge

Eine Kippbrücke, auch Neigebrücke genannt, ist eine bewegliche Brücke, die eine Rotationsbewegung um eine Achse in Längsrichtung macht. Um dadurch eine größere Durchfahrtsöffnung zu schaffen, muss die Fahrbahn der Brücke zusätzlich eine seitliche Kurve aufweisen, welche sich dann bei der Drehbewegung anhebt.

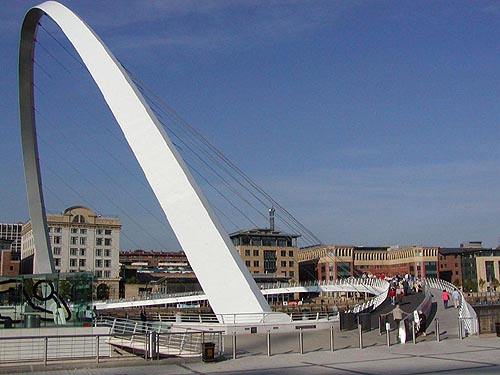
Neigebrücke in Ruheposition

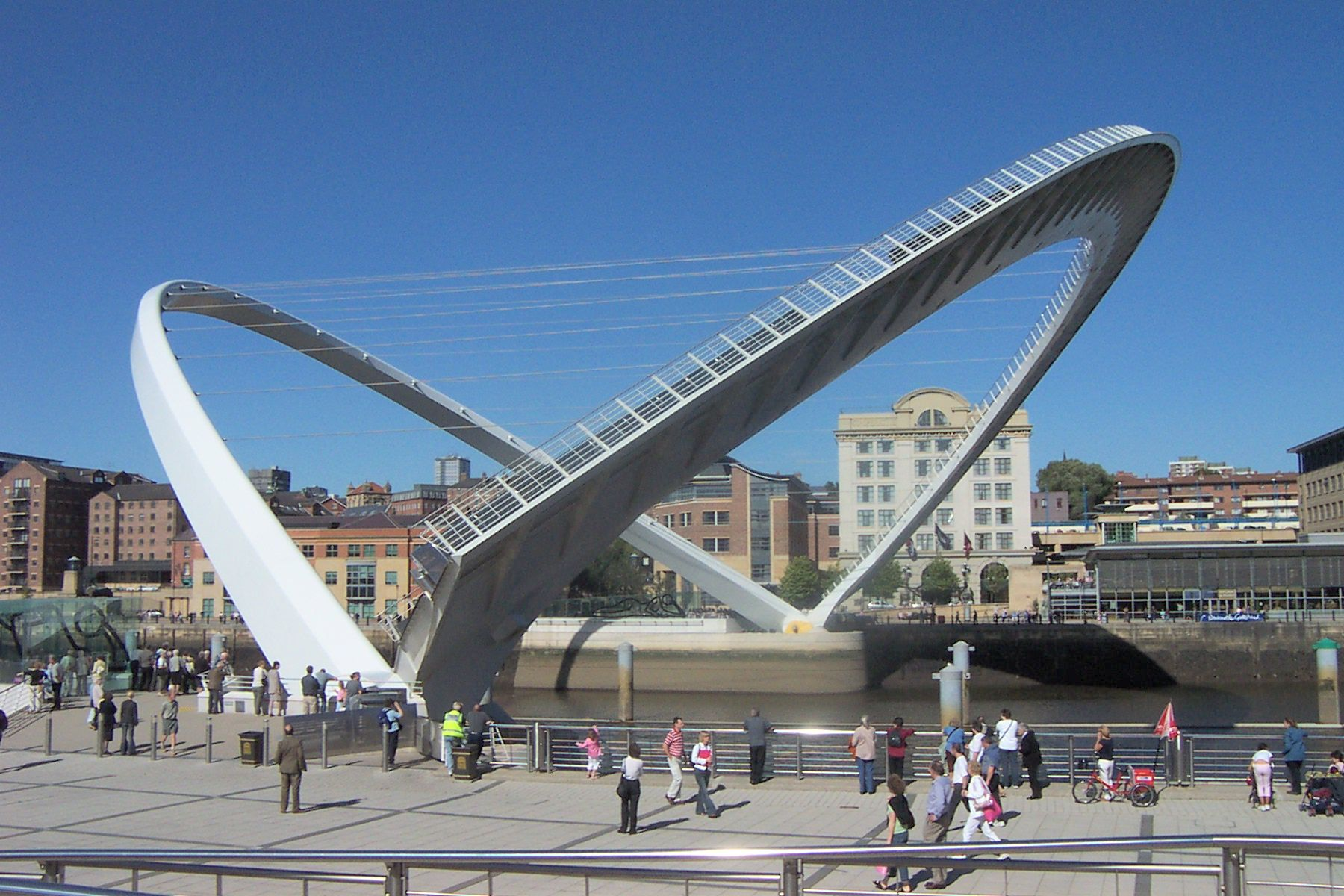
Geöffnete Neigebrücke

Die Gateshead Millennium Bridge zwischen Newcastle und Gateshead über den Fluss Tyne ist eine solche Kippbrücke, sie ist wohl auch die einzige weltweit.
Seit April 2011 gibt es in Brügge mit der Nieuwe Scheepsdalebrug im Zuge der N9 über den Kanal Gent – Oostende eine andere Art Kippbrücke. Sie kommt ohne gebogene Fahrbahn aus, da für die verkehrenden Binnenschiffe eine geringe Lichte Weite ausreicht. Eine Besonderheit ist, dass sie sich nicht um eine Achse dreht, sondern das Prinzip einer Wippbrücke nach William Donald Scherzer um 90 Grad gedreht wurde. Die Wippbewegung erfolgt hier quer zur Fahrbahn.

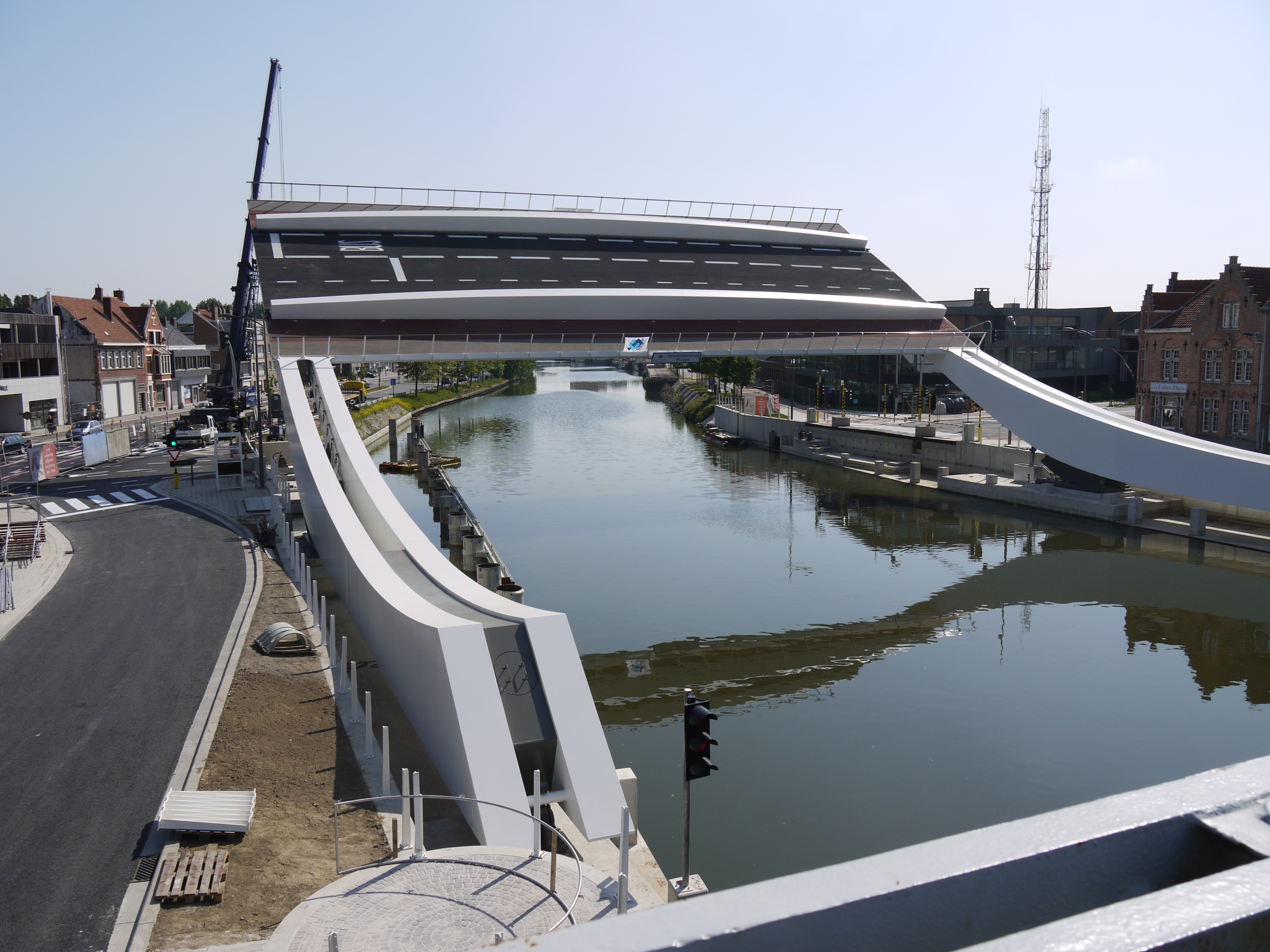
Nieuwe Scheepsdalebrug